# Årets Ruter Dam
Hedersutmärkelsen Årets Ruter Dam delas ut av chefsutvecklingsprogrammet Ruter Dam till den kvinna som har befordrats till den mäktigaste posten i svenskt näringsliv under året. Utmärkelsen delades för första gången ut 1990. Det som premieras är befordran, att anta ett större operativt ansvarsområde. 

## Kronologisk lista över pristagare
| År   | Pristagare                                      | Befattning |
| ---- | ----------------------------------------------- | --- |
| 1990 | Kerstin Stenberg                                | vice vd PKbanken |
| 1991 | Elisabeth Torsner                               | divisionschef Avesta |
| 1992 | Peggy Bruzelius                                 | VD ABB Financial Services |
| 1993 | Marie-Louise Wenander AnnaCarin Busk            | direktör Återförsäkring Skandia VD Sinser Luxemburg |
| 1994 | Sigrun Hjelmquist Margareta Hansson             | Vice President General Manager Ericsson Components regionchef Telia Nord |
| 1995 | Elisabeth Salander Björklund                    | vd Stora Timber |
| 1996 | Maria Lilja                                     | VD American Express Business Travel -Europé |
| 1997 | Monica Caneman Marianne Nivert                  | stf koncernchef SE-Banken vice vd Telia |
| 1998 | Sigrun Hjelmquist Marie Ehrling                 | vd Ericsson Components Senior Vice President Station Services Division SAS Skandinavien |
| 1999 | Skandinaviska Enskilda Banken                   | SEB fick priset för att de beordrade och utnämnde 14 nya kvinnliga makthavare samma år. Övriga företag som fick hedersomnämnanden var Skandia, ABB Sverige, SAS och Investor. Dessa utnämnde kvinnor till ledningsgruppsnivå. |
| 2000 | Maria Curman Birgitta Johansson Maivor Isaksson | VD Sveriges Television VD FöreningsSparbanken Chef Posten Service |
| 2001 | Marie Ehrling                                   | Vice Koncernchef SAS Företag som fick utmärkelsen, Billerud, Kronans Droghandel och Telia. |
| 2002 | Annika Bolin                                    | vVD SEB |
| 2003 | Marianne Dicander Alexandersson                 | VD Kronans Droghandel |
| 2004 | Ingrid Jonasson Blanck                          | vVD ICA AB |
| 2005 | Jeanette Söderberg                              | VD IKEA Sverige AB |
| 2006 | Mia Brunell                                     | VD AB Kinnevik |
| 2007 | Signhild Arnegård Hansen                        | Ordförande Svenskt Näringsliv |
| 2008 | Minoo Akhtarzand                                | Generaldirektör Banverket |
| 2009 | Magdalena Gerger                                | VD Systembolaget |
| 2010 | Ann Carlsson                                    | VD Apoteket |
| 2011 | Eva Karlsson                                    | VD SKF Sverige |
| 2012 | Eva Nygren                                      | Koncernchef Rejlers |
| 2013 | Lena Olving                                     | Koncernchef Micronic Mydata |
| 2014 | Sonat Burman-Olsson                             | VD och koncernchef Coop Sverige |
| 2015 | Mia Brunell Livfors                             | VD och koncernchef Axel Johnson-koncernen |
| 2016 | Helena Stjernholm                               | VD Industrivärden |
| 2017 | Susanne Ehnbåge                                 | VD och koncernchef Netonnet Group |
| 2018 | Petra Einarsson                                 | VD och koncernchef BillerudKorsnäs |
| 2019 | Carina Åkerström                                | VD och koncernchef för Handelsbanken |
| 2020 | Helena Helmersson                               | VD för H&M-gruppen |
| 2021 | Anna Borg                                       | VD och koncernchef för Vattenfall AB |
| 2022 | Liia Nõu                                        | VD för Pandox |
| 2023 | Nina Jönsson                                    | VD för Ica-gruppen |